# Francis Rossi
Francis Rossi, rodným jménem Francis Dominic Nicholas Michael Rossi (* 29. května 1949 Londýn), je anglický rockový hudebník. Od roku 1967 působí ve skupině Status Quo na pozici sólového kytaristy a hlavního zpěváka. Je jediným členem, který v kapele působí po celou dobu její existence. Nahrál s ní více než tři desítky alb a je spoluautorem řady jejích písní, včetně hitů jako „Caroline“ (1973) a „Down Down“ (1974). Kromě členství v této skupině se podílel také na nahrávkách dalších hudebníků, jimiž byli Graham Bonnet a John Du Cann, a vydal dvě sólová alba.

## Dětství a počátky kariéry
Narodil se v jižním Londýně dne 29. května 1949 jako prvorozený syn Anne a Dominica Rossiho. Hudbě se začal věnovat v pěti letech, kdy hrál na foukací harmoniku a o rok později na akordeon. Hře na kytaru se věnoval od svých devíti let. Později, když mu bylo dvanáct let, se začal učit na trubku a zahájil působení ve školním orchestru. Právě zde potkal Alana Lancastera a Alana Keye, kteří se – stejně jako Rossi – zajímali o rock'n'roll. Trojice spolu v roce 1962 založila skupinu a nazvala ji Scorpions. Následující rok zkoušeli, ale žádný veřejný koncert neodehráli. Po roce však ze skupiny Key odešel a náhradu zbylá dvojice našla v klávesistovi Jessi Jaworskim, jejich spolužákovi. Nedlouho poté se k nim přidal ještě bubeník John Coghlan. Tou dobou si skupina začala říkat Spectres. S Coglanem za bicí soupravou začali hrát i veřejná vystoupení, při kterých představovali převážně instrumentální písně od skupin, jako byly The Shadows a The Tornados.
Prvním větším úspěchem pro skupinu bylo získání letního angažmá v rekreačním středisku Butlins v Mineheadu. Krátce po úspěšném konkurzu však ze skupiny odešel Jaworski, ale brzy za něj přišla náhrada v podobě Roye Lynese. Během působení v Butlins potkal Rossi kytaristu Ricka Parfitta, se kterým i po ukončení angažmá v Butlins zůstal v kontaktu. V červenci 1966 skupina podepsala smlouvu s vydavatelstvím Pye Records a vzápětí vydala singl s písní „I Who Have Nothing“ od Bena E. Kinga. Následovaly dva další singly, ale ani jeden neměl prakticky žádný komerční úspěch a skupina si tedy změnila název na The Traffic. Když však zjistila, že jiná skupina již tento název používá, změnili ho na The Traffic Jam. Pod tímto názvem vydali jeden singl, jenž ale opět zapadl, a manažer skupiny se tedy rozhodl, že do skupiny přijme druhého zpěváka, kterým se stal Rick Parfitt. S novým členem rovněž přišel i nový název uskupení, a sice The Status Quo.

## Status Quo
Po odehrání několika koncertů s Parfittem v sestavě šla skupina do studia, aby zde nahrála svůj první singl nazvaný „Pictures of Matchstick Men“. Singl se dostal na sedmé místo v britském žebříčku a skupina vystoupila v televizním pořadu Top of the Pops. V září 1968 na singl navázalo první studiové album s názvem Picturesque Matchstickable Messages from the Status Quo.
V pozdějších letech skupina v sestavě Rossi, Parfitt, Lancaster, Lynes a Coghlan vydala další dvě alba, následně Lynes odešel a kapela pokračovala v kvartetu. Na albu Hello! z roku 1973 se podílel nový klávesista Andy Bown, který se ale oficiálním členem skupiny stal až v roce 1976. Následovalo několik dalších alb a roku 1981 ze skupiny odešel Coghlan; ten byl nahrazen Petem Kircherem. V roce 1984 skupina přestala být aktivní; v době neaktivnosti se však Rossi s Parfittem sešli, aby nahráli své party pro dobročinnou nahrávku „Do They Know It's Christmas?“ projektu Band Aid, vedeném Bobem Geldofem. Po úspěchu singlu dvojici Geldof opět kontaktoval, jestli by i s kapelou kapelou nevystoupili na koncertu Live Aid. Zprvu nechtěli, protože byla skupina dlouhou dobu neaktivní, ale nakonec souhlasili a v celé sestavě, tedy i s Kircherem, Bownem a Lancasterem, zde zahráli.

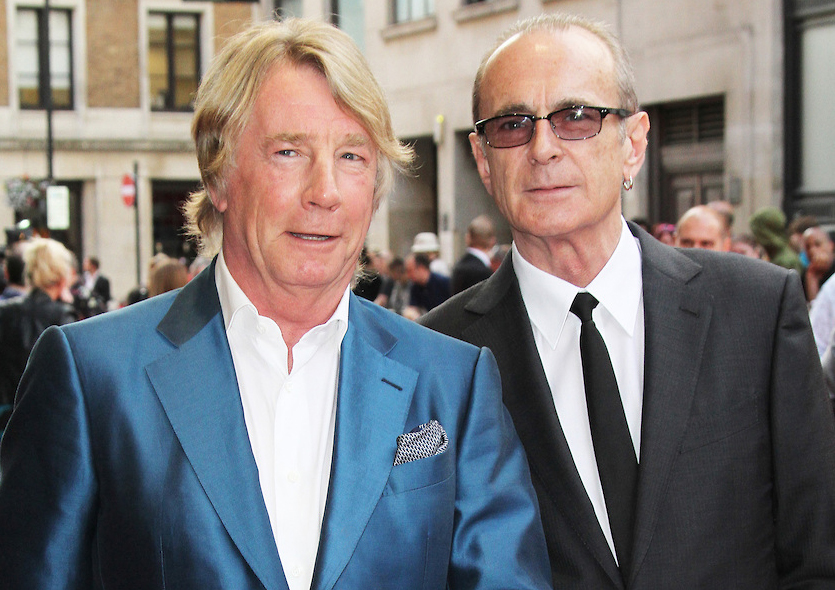
Francis Rossi (vpravo) a Rick Parfitt v roce 2013

Koncem roku 1985 skupina, již bez Lancastera a Kirchera, zahájila práce na svém dalším albu. Novými členy se stali baskytarista John „Rhino“ Edwards a bubeník Jeff Rich. V této sestavě hráli až do roku 2000, kdy odešel Rich, kterého nahradil Matt Letley. V prosinci 2012 Letley oznámil svůj odchod. Ještě na počátku roku 2013 se skupinou odehrál několik koncertů, než se našla náhrada. Tou se nakonec stal Leon Cave, který v roce 2010 působil ve skupině Francise Rossiho. Toho roku byla rovněž obnovena klasická sestava skupiny, tedy Rossi, Parfitt, Lancaster a Coghlan, avšak pouze krátkodobě. Následně skupina opět vystupovala v aktuální sestavě.
V roce 2010 byl Rossimu a Parfittovi udělen Řád britského impéria za služby v hudební a charitativní oblasti. O tři roky později (2013) vystoupili Rossi s Parfittem ve filmu Bula Quo!. Děj snímku se odehrává na Fidži, kde Status Quo mají koncert. Rossi a Parfitt se stanou svědky vraždy a následně se snaží uprchnout místním zločincům. Kapela rovněž vydala stejnojmenné album, které posloužilo jako soundtrack k filmu. Roku 2014 začalo uskupení hrát akustické koncerty a téhož roku jim vyšlo album Aquostic (Stripped Bare), obsahující akustické verze starších písní. O dva roky později vyšlo druhé takové album, nazvané Aquostic II: That's a Fact. Nedlouho po vydání druhého z alb skupinu opustil Parfitt, částečně kvůli nemoci, avšak zčásti také kvůli nesouhlasu s akustickými aktivitami skupiny a o pár měsíců zemřel. Kapela pokračovala i nadále, když Parfitta po smrti nahradil Richie Malone. V roce 2019 vydala skupina své třiatřicáté studiové album s názven Backbone.

## Aktivity mimo kapelu
Roku 1977 se s několika dalšími členy Status Quo podílel na albu The World's Not Big Enough hudebníka Johna Du Canna. Vedle kytary byl Rossi rovněž jeho producentem. Album zůstalo nevydané až do roku 1992. V roce 1981 Rossi hrál na kytaru a zčásti produkoval album Line-Up zpěváka Grahama Bonneta. Roku 1985, když byla skupina Status Quo neaktivní, vydal sólový singl „Modern Romance“, jenž se umístil na čtyřiapadesáté příčce britské hitparády. Rovněž nahrál sólové album s pracovním názvem Flying Debris. Na desce, která nikdy nevyšla, spolupracoval s Berniem Frostem. Své první vydané sólové album nazvané King of the Doghouse představil v roce 1996. Druhé One Step at a Time následovalo o čtrnáct let později. V rámci propagace alba rovněž odehrál sólové turné.
V roce 2016 byl po boku například Eltona Johna, Roda Stewarta či Joea Walsche jedním z muzikantů, kteří pomohli dokončit písně Frankieho Millera, který nebyl ze zdravotních důvodů schopen zpívat, na jeho album Double Take. Francis zpívá společně s Frankiem v písni "Gold Shoes."
Roku 2019 vydal album ve stylu country společně s Hannou Rickard s názvem We Talk Too Much. Album se v británii dostalo na první místo mezi country alby. Dále pak společně s Mickem Wallem sepsal autobiagrfii s názvem I Talk Too Much a uspořádal stejnojmenné mluvené turné.
V roce 2019 také nazpíval duet se zpěvačkou Bonnie Tyler s názvem "Someone's Rockin' Your Heart", který je cover verzí jedné z nových písní Status Quo na albu Aqoustic II: That's A Fact. Duet se objevil na novém albu Bonnie Tyler s názvem Between the Earth And the Stars.
V roce 2010 se stal předsedou představenstva ve firmě vyrábějící whisky s názvem Glen Rossie.

## Soukromý život
Ve svých patnácti letech se v Butlins potkal s tehdy osmnáctiletou Jean. V létě 1967 se s ní oženil a brzy po svatbě se jim narodil syn Simon. Později s ní měl ještě dva další syny, Nicholase a Kierana. Manželství se rozpadlo v roce 1979. Následně měl tříletý vztah s Liz Gernon, s níž měl dceru Bernadette. V roce 1992 se oženil s Eileen, s níž měl čtyři další děti: Patricka, Fina, Kieru a Furseyho.

## Vybavení

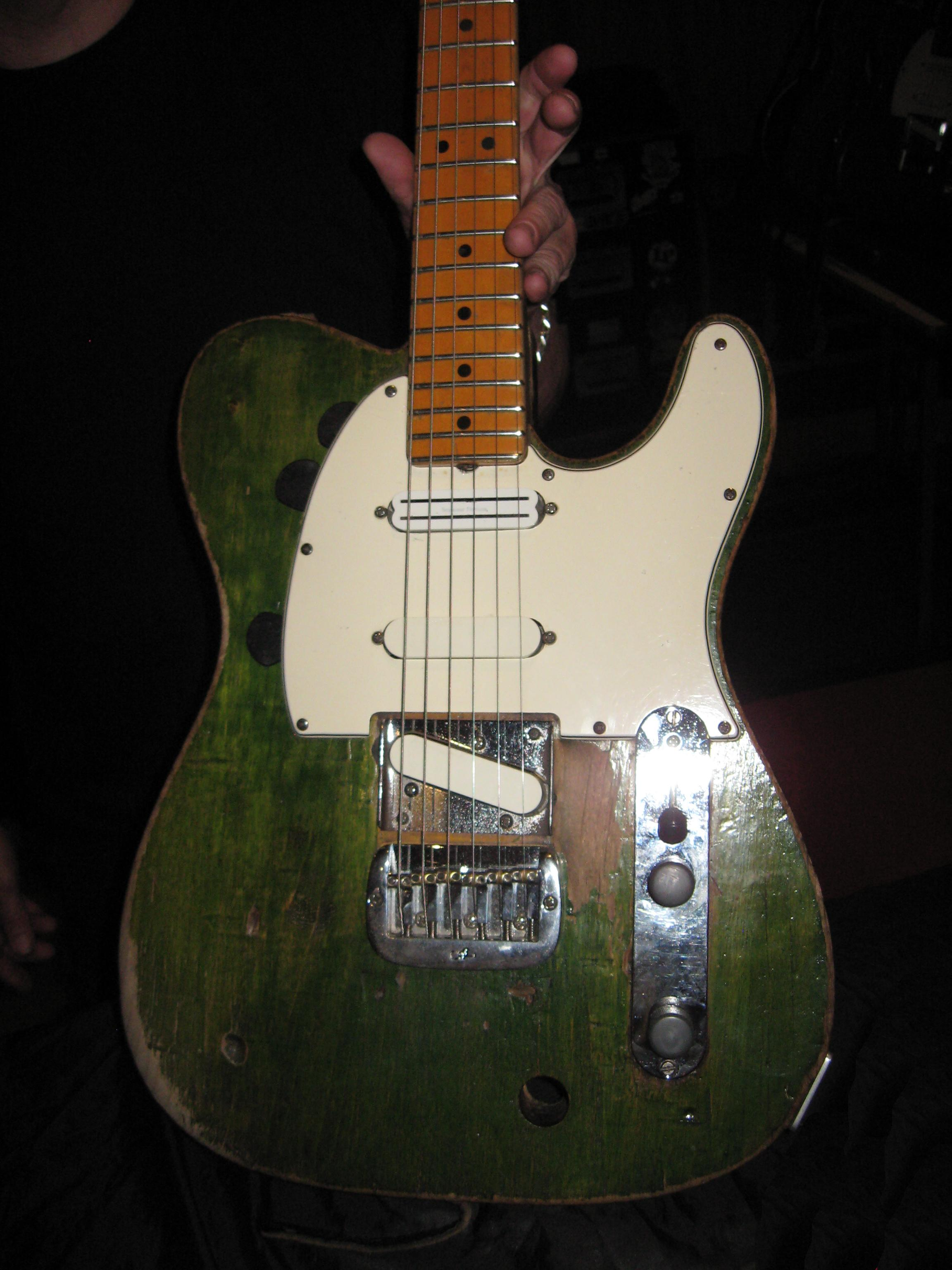
Rossiho kytara Fender Telecaster

Po většinu své kariéry hrál na zelenou kytaru Fender Telecaster. Tu zakoupil roku 1968 v second-handu v Glasgow za 75 liber. Během let nástroj prodělal různé modifikace. Původně měl barvu označovanou jako sunburst. Rossi jej přebarvil až později, a to nejprve na černo, avšak když zjistil, že to není ta správná barva, změnil ji na zelenou. Přestože tuto kytaru používal při koncertech, ve studiu hrál převážně na jiné nástroje. V roce 2014 byl kvůli špatnému stavu kytary, která již nevydržela zůstat naladěná po celé vystoupení, donucen přestat na ni hrát. Následně začal hrát na zakázkově zhotovenou kytaru, která má také tvar Telecaster. Svůj originální zelený Telecaster dal Rossi v prosinci 2019 do po 51 letech vlastnictví do dražby, kde byla kytara vydražena za 188 813 liber. Vlastní, a během nahrávaní používá, celou řadu dalších různých elektrických i akustických kytar.

## Sólová diskografie
- King of the Doghouse (1996)
- One Step at a Time (2010)
- We Talk too Much (2019) společně s Hannah Rickard